# 吉岡興志
吉岡 興志（よしおか こうじ、1986年10月17日 - ）は、千葉県佐倉市出身の元プロ野球選手（投手）。右投右打。プロでは育成選手であった。

## 経歴
小学校2年生の時に野球を始める。当時は外野手だったが、4年生の時に投手に転向する。
千葉日大第一高から関甲新学生野球連盟の常磐大学に進み、1年時からベンチ入り。
4年時の2008年にはエースとして、関東地区大学野球選手権大会での準優勝に貢献、明治神宮野球大会ではベスト8に進出した。同年のドラフト会議で阪神タイガースより育成枠2位で指名され、11月18日に仮契約。
2009年は、二軍で10試合に登板し1勝を挙げたが、防御率6.30と振るわなかった。翌2010年も二軍で7試合の登板で防御率4.15であった。
2011年シーズンは、二軍で主に先発として14試合に登板。4勝5敗、防御率3.57とそこそこの成績を残した。同年11月7日、育成選手の規約に基づいて自由契約選手公示がなされたが、11月25日、球団と再契約した。2012年シーズンは前年度から一転、二軍で6試合の登板に終わり、10月2日、戦力外通告を受け、10月31日、自由契約公示された。12球団合同トライアウトに2回とも参加するも、獲得球団は現れず現役を引退した。2013年より、建築関係の仕事に就いた。

## 選手としての特徴
最速150km/hのストレートが武器。スライダーやフォーク、チェンジアップなども投げ、制球力も兼ね備える。また高校時代には通算48本塁打を放っており、打撃にも自信を持っている。
一方、太りやすい体質であり、ドラフト指名された時期は体重が100kg超だったため、入団までにベストの状態である90kg台まで減量することを公約した。

## 詳細情報

### 年度別投手成績
- 一軍公式戦出場なし

### 背番号
- 124 （2009年 - 2012年）

### 登場曲
- 「ずっと一緒」JAY'ED（2009年 - 2010年）
- 「ちょ」B-DASH（2011年）
- 「ガッツだぜ!!」ウルフルズ（2012年）